# Schrift

Rezente Schriften der Welt

Das Wort Schrift steht unter anderem für Zeichensysteme zur Bewahrung und Weitergabe von sprachlichen Informationen. Vormals per Hand geschrieben und nur (visuell) lesbar oder (haptisch) erfassbar, können heutige Niederschriften oder Schriftstücke auch in für Menschen nicht unmittelbar nutzbarer Form vorliegen. Solche Schriftstücke bedürfen eines technischen Geräts, um lesbar gemacht zu werden oder können sogar der Steuerung des Gerätes selbst dienen. Generell wird Schrift auf einem Träger (z. B. Papier, digitaler Datenspeicher) notiert (geschrieben oder auf eine andere Weise auf dem Träger aufgebracht) und zur Nutzung dekodiert (abgelesen, z. B. zur geistigen Aufnahme oder zur Steuerung eines Geräts).

## Schrift als Entsprechung zu Sprachen
In der Schriftlinguistik wird zwischen dem übersprachlichen Zeicheninventar, der Schrift oder dem Skript (englisch script), einerseits und der einzelsprachlichen Ausgestaltung, dem Schriftsystem (englisch writing system), andererseits unterschieden. Zum System gehört mindestens ein Regelapparat (Orthographie) und seine Basiseinheit ist das Graphem, während ein einzelnes Element des Skripts das Schriftzeichen (englisch character) oder auch Symbol ist.
Die Terminologie ist allerdings nicht ganz einheitlich. So verwendet Coulmas „writing system“ auch für das, was Dürscheid u. a. „Schrifttyp“ nennen; diese werden traditionell dreifach unterschieden, wobei meist weder nach Analyse- und Interpretationsebene der graphischen Zeichen noch nach Skript und Schriftsystem getrennt wird:
Buchstabenschrift (Alphabetschrift, Segmentalschrift)Wenige dutzend arbiträre, segmentale, oft geometrisch einfache Grapheme korrelieren mit Phonemen (siehe auch Alphabet).
Silbenschrift (Syllabographie)Einige Dutzend bis hunderte suprasegmentale, teilweise systematische Grapheme korrelieren mit der Sprechsilbe oder wenigstens mit Komplexen aus einem Silbenrand und dem -kern.
Wortschrift (Logografie)Tausende komplexe Grapheme eines oft offenen Repertoires korrelieren mit Morphemen, die Wortstatus haben können.
Alphabet- und Silbenschriften beziehen sich auf Laute (phonographische Schrift). Das Verhältnis hängt von der jeweils niedergeschriebenen Sprache ab. Logogrammschriften sind hingegen zu gewissen Teilen semantographisch, also bedeutungsbasiert: Das Schriftzeichen hat eine bestimmte Bedeutung, möglicherweise ohne feste Aussprache, wenn es die sichtbare Welt abbildet (Piktogramm) oder ein abstraktes Konzept darstellt (Ideogramm).
Bei den Alphabet- oder Segmentalschriften unterscheidet man zwischen Alphabetschriften im engeren Sinne und Konsonantenschriften. Diese werden wiederum danach unterschieden, ob die Vokale nicht, nicht notwendigerweise oder nicht auf gleicher Ebene wie die Konsonanten dargestellt werden. Dazwischen – und entsprechend mal dem einen, mal dem anderen Typ zugerechnet – stehen solche Schriften, in denen Vokale als obligatorische Hilfszeichen von Konsonanten auftauchen (wie in indischen Schriften). Diese sind also in gewisser Weise das Bindeglied zwischen Alphabetschriften im engeren Sinne und Konsonantenschriften; in gewisser Weise auch zu den Silbenschriften.
Bei den Silbenschriften kann danach unterschieden werden, ob ihre Syllabogramme nach einem gemeinsamen Muster oder willkürlich (arbiträr) gebildet werden, und danach, ob sie ausreichen, um in einem Schriftsystem alle Sprechsilben der betreffenden Sprache ohne orthographische Kombinationsregeln darzustellen.
Manche Sprachen nutzen mehrere Schriften nebeneinander oder auch gemischte Schriften, die Merkmale von zwei oder allen drei Systemen enthalten.
Eine Besonderheit bilden die Geheimschriften, die zur verschlüsselten Informationsübertragung verwendet werden, sowie die Kurzschriften.

## Klassifikation

### Schriftklassen
In der Literatur finden sich verschiedene Einteilungen von Schriften in Schriftklassen oder Schrifttypen. Die nachfolgende Tabelle unterscheidet Schriften danach, wofür jeweils ein Schriftzeichen steht.
| Schrifttyp                         | Zeichen steht für             | Beispiel                   | Prinzip und Beispiele |
| ---------------------------------- | ----------------------------- | -------------------------- | --- |
| Alphabetschrift (mit Vokalzeichen) | Phonem                        | Latein                     | Mit einem Schriftzeichen werden Phoneme (Vokale und Konsonanten) grob dargestellt. Dem folgt auch das deutsche Schriftsystem. |
| Konsonantenschrift                 | Konsonant                     | Arabisch                   | Mit einem Schriftzeichen werden die konsonantischen Phoneme dargestellt. In Konsonantenschrift sähe der Satz so aus: mt nm schrftzchn wrdn d knsnntschn phnm drgstllt.                                                                                   |
| Abugida                            | Silbensegment                 | Devanagari                 | Mit einem Zeichen wird das Segment einer Silbe dargestellt. In Abugida-Schreibweise: mit(a) ei-nem(a) zeichen(a) wird ei-ne silbe dar(a)gestel(a)t(). |
| Phonetisch                         | Laut                          | Koreanisch, Zhuyin         | Mit einem Schriftzeichen werden phonetische Einheiten einer Sprache dargestellt. In einer phonetischen Schreibweise: mit ėnem šriftzėħen werden fonetiše ėnhėten ėner špraħe dargeštelt.                                                                 |
| Silbisch                           | Silbe                         | Kana, Stenografie          | Mit einem Schriftzeichen werden einzelne Sprachsilben und Wörter dargestellt. |
| Logographisch                      | Bedeutung der Sprachausdrücke | Chinesische Schrift, Emoji | Ein Schriftzeichen gibt kein Phonem wieder, sondern hat eine eigenständige Bedeutung. Beispiele: die chinesischen Schriftzeichen für „nein“ (不), „Schritt“ (步), „Heft“ (簿) und „Stoff, Tuch“ (布); sie haben alle die gleiche Aussprache bù (Pinyin). |

Die Angabe unter „Zeichen steht für“ ist jeweils als Prinzip zu verstehen. Die Orthographien natürlich gewachsener Sprachen entsprechen diesem Prinzip nur teilweise. Die Laut-Buchstaben-Zuordnung ist beispielsweise in der Rechtschreibung der Sprachen Ungarisch, Tschechisch oder Spanisch konsequenter als im Deutschen und im Englischen. Im Französischen werden für etwa 40 Phoneme zwischen 140 und 150 Buchstaben und Buchstabenkombinationen verwendet. 
Die Zuordnung ist nicht immer eindeutig. Beispielsweise werden bei Konsonantenschriften unter Umständen Vokalzeichen hinzugefügt (Vokalisierung); außerdem werden auch Konsonantenschriften mit einem Alphabet geschrieben. Künstliche Schriftsysteme können eindeutig klassifiziert werden, wie das internationale phonetische Alphabet (IPA), Bopomofo zur Darstellung der chinesischen Phoneme oder die Verschriftung von Plansprachen.

### ISO 15924
Die Norm ISO 15924 „Information und Dokumentation – Codes für Schriftennamen“ (Ausgabe 2004–02) enthält eine Unterteilung in acht Hauptgruppen:
- 000–099 Hieroglyphen und Keilschriften (z. B. sumerisch-akkadische Keilschrift, Ugaritisch, ägyptische Hieroglyphen, Maya-Schrift)
- 100–199 Alphabetschriften, von rechts nach links (z. B. Hebräisch, Syrisch, Arabisch)
- 200–299 Alphabetschriften, von links nach rechts (z. B. Griechisch, Lateinisch, Kyrillisch, Hangeul)
- 300–399 (z. B. Devanagari und andere indische Schriften, Thai)
- 400–499 Silbenschriften (z. B. Linear A/B, Hiragana/Katakana, Äthiopisch, Cherokee, Cree)
- 500–599 Ideographische und Symbolschriften (z. B. Han, Brailleschrift)
- 600–699 Unentzifferte Schriften (z. B. Indus-Schrift, Rongorongo)
- 900–999 Proprietäre Schriften

### Klassifikation von Schriftarten
Bei Schriftarten geht es um die typografische Ausgestaltung der Schriftzeichen. Die Norm DIN 16518 aus dem Jahr 1964 teilt Bleisatz-Schriftarten in elf Gruppen ein. In anderen Ländern gibt es vergleichbare Einteilungen. Da das DIN-Modell nicht perfekt ist, gibt es alternative Vorschläge zur Klassifikation von Schriftarten.

## Historische Entwicklung

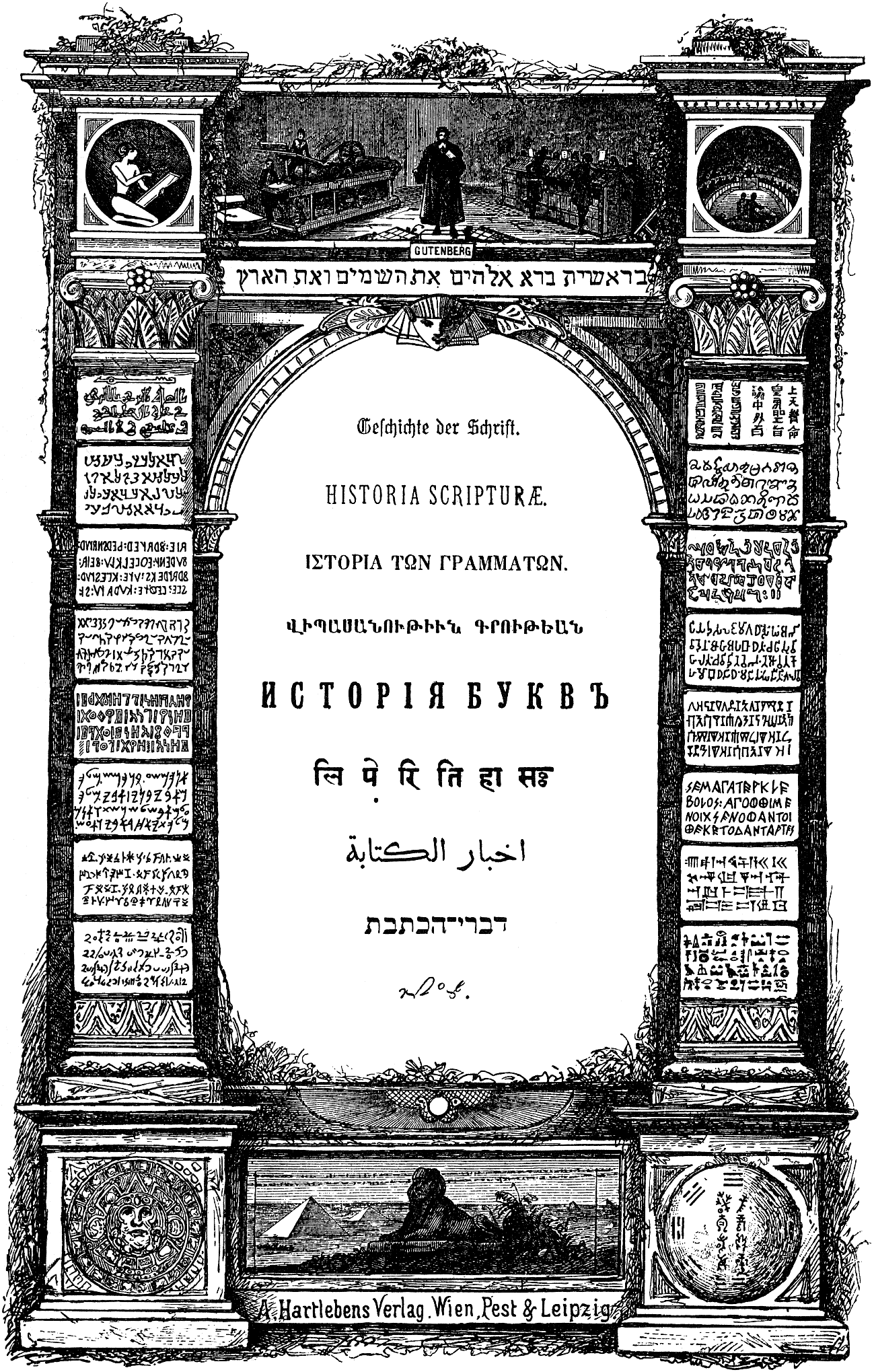
Allegorisches Arrangement verschiedener historischer Schriften (Frontispiz von Carl Faulmanns Illustrierter Geschichte der Schrift, 1880)

Vor der Entwicklung der Schrift war nur die mündliche Überlieferung von Wissensinhalten möglich. Sinnentstellungen sowie das Weglassen oder Hinzufügen von Inhalten sind bei der mündlichen Vermittlung zumeist unvermeidlich. Psychologische, soziale und kulturelle Faktoren spielen bei der mündlichen Überlieferung eine wesentliche Rolle. Weltweit wurden von jeher überlebenswichtige Informationen, aber auch geheimes Wissen, Rituale, Mythen, Legenden und Sagen mündlich weitergegeben, die einen ähnlichen Kern aufweisen, in ihren Details aber beträchtlich voneinander abweichen können.
Auch heute noch existieren Kulturen, die Traditionen und Wissen nur mündlich weitergeben. Bei den Aborigines in Australien steht das mündliche Zeugnis sogar im Vordergrund, obwohl sie in engem Kontakt mit einer schreibenden Kultur stehen. Die wortwörtliche Weitergabe an nachfolgende Generationen trägt dazu bei, eigene Kultur und Werte zu bewahren, und charakterisiert zugleich eine Besonderheit dieser Kultur.
Die Erfindung der Schrift gilt als eine der wichtigsten Errungenschaften der Zivilisation, da sie die Überlieferung von Wissen und kulturellen Traditionen zuverlässig über Generationen hinweg erlaubt, und deren Erhaltung (in Abhängigkeit von der Qualität des beschrifteten Materials und von anderen natürlichen, aber auch gesellschaftlichen Umständen) über einen langen Zeitraum ermöglichen kann. Alle bekannten frühen Hochkulturen (Sumer, Ägypten, Indus-Kultur, Reich der Mitte, Maya, Olmeken) werden mit der Verwendung der Schrift in Verbindung gebracht.
Traditionell wird Sumer als die Kultur genannt, in der die Schrift erstmals verwendet wurde. Die wohl ältesten Schriftfunde stammen von dem Fundort Uruk aus Abfallschichten unter der sogenannten Uruk-III-Schicht. Sie werden somit ins 4. Jahrtausend vor Christus datiert. Es handelt sich dabei um Wirtschaftstexte. Die verwendete Schrift lässt allerdings keine Rückschlüsse auf die Sprache zu, es ist daher falsch, diese Schrift im strengen Sinne als sumerisch zu bezeichnen. Nur wenige Forscher glauben, dass es sich bei den Symbolzeichen der Vinča-Kultur in Südosteuropa, die in das 5. Jahrtausend v. Chr. datiert werden, um eine tatsächliche Schrift handelt. Die ägyptischen Hieroglyphen werden oft als eine aus Vorderasien importierte Idee angesehen; neuere Funde von Günter Dreyer in Ägypten stellen diese Lehrmeinung allerdings in Frage, und er vermutet eine eigenständige Erfindung. In China und Mittelamerika (Maya) wurde die Schrift ebenfalls unabhängig entwickelt. Beim ersten bekannten Schriftzeugnis Mittelamerikas handelt es sich um einen in Veracruz entdeckten Steinblock, in den insgesamt 62 Symbole eingeritzt sind; einige dieser Zeichen fanden sich auch auf Funden, die Forscher der Kultur der Olmeken zuordnen. Derzeit geht man davon aus, dass die zwölf Kilogramm schwere Schrifttafel rund 3000 Jahre alt ist.
Der durch Belege abgesicherten Lehrmeinung über die Entstehung von Schriftsystemen in geografisch weitgehend getrennten Kulturen wird von einzelnen Wissenschaftlern und Privatgelehrten immer wieder in verschiedenen Varianten die These entgegengehalten, die ältesten bekannten Schriftsysteme seien aus einer älteren, teils gemeinsamen, global verbreiteten Zeichenschicht entwickelt worden (Herman Wirth, 1931–1936, Die Heilige Urschrift der Menschheit, siehe auch Kate Ravilious, 2010, über Genevieve von Petzinger, in The writing on the cave wall, u. a.). Belege dafür, die der wissenschaftlichen Kritik standhalten, sind bisher jedoch nicht vorgelegt worden.
Ausprägungen von Schrift können direkte Übertragungen von einer Kultur zu einer anderen sein, etwa die Entwicklung des lateinischen aus dem griechischen Alphabet. In einigen Fällen hat die Bekanntschaft mit dem Schriftbesitz anderer Kulturen zur Entwicklung einer neuen Schrift geführt (z. B. die koreanische Schrift oder die Silbenschrift der Cherokee).
Die Geschichte der Schrift ist nicht nur als eine Geschichte der Fixierung von Sprache zu sehen. Es ist damit zu rechnen, dass es auch eine eigene Geschichte der Symbole, Zeichen und Schriftzeichen gibt. Der uns heute bekannten Schrift gehen Felszeichnungen, z. B. in der Höhle von Lascaux, vor ca. 20.000 Jahren voraus. Auch dort wurden bereits abstrakte Zeichen verwendet, die wohl magischen und symbolischen Charakter hatten. Seit zehntausenden von Jahren benutzen Menschen diese Zeichen und Bilder, um Botschaften zu hinterlassen. Von Schrift kann allerdings erst gesprochen werden, wenn ein festgelegtes Zeichensystem zum Ausdruck für verschiedene Informationen zur Verfügung steht. Bereits in der Jungsteinzeit (Neolithikum) wurden Steine mit geometrischen Linien hergestellt, von denen die Forschung mit einiger Gewissheit sagen kann, dass sie zum Zählen dienten, der wahrscheinlich wichtigsten Grundlage einer echten Schriftentwicklung. Diese Steine wurden nach dem lateinischen Wort für Rechensteine calculi genannt, woraus das französische calcul (Rechnen, Rechnung) und das deutsche kalkulieren abgeleitet wurden.
Im Gegensatz zur Sprache ist die Schrift zu jung, um evolutionsbiologische Spuren hinterlassen zu haben. Beim Lesenlernen reorganisieren sich deswegen bestehende, teils sehr alte Gehirnstrukturen.

## Entzifferung alter Schriften
Eine besondere Herausforderung stellt die Entzifferung alter Schriften dar. Oft gelingt sie, wenn ein Text mit Übersetzungen gefunden wird, oder wenn die Sprache oder ein Dialekt der Sprache bekannt ist.

## Anordnung der Schriftzeichen

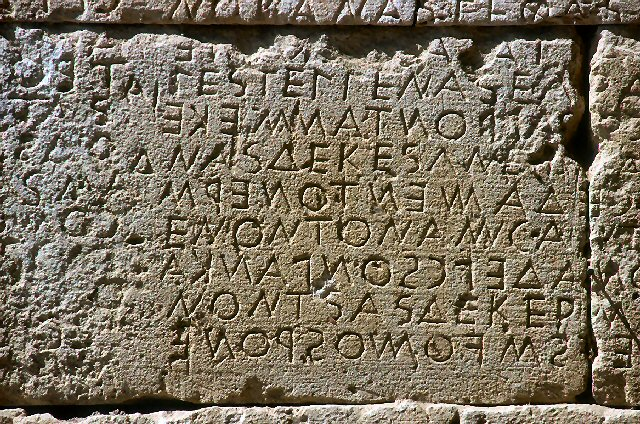
Griechisches Bustrophedon

Bei der Schreibrichtung wird primär danach unterschieden, ob waagerecht oder senkrecht geschrieben wird. Bei waagerechter Schreibrichtung kommen drei Varianten vor: linksläufig (sinistrograd, z. B. Arabisch und Hebräisch), rechtsläufig (dextrograd, z. B. lateinische Schriften) und bustrophedon (linksläufig und rechtsläufig zeilenweise wechselnd). Die Zeilen verlaufen in der Regel von oben nach unten. Bei linksläufigen Schriften werden die Seiten in Büchern von links nach rechts geblättert, bei rechtsläufigen von rechts nach links.
Bei senkrechter Schreibrichtung wird sekundär unterschieden in abwärts (Schriften des chinesischen Kulturkreises, Mongolisch) und aufwärts (einige philippinische Schriften, historische Notation für Militärtrommel). Außerdem ist zu unterscheiden, ob die Spalten von rechts nach links verlaufen (Chinesisch und andere) oder von links nach rechts (Mongolisch). Die Richtung der Spalten entscheidet über die Richtung des Blätterns.
In den meisten Schriften dehnen sich die Zeichenkorpora in einem festen Bereich zwischen zwei (oder mehr) gedachten oder vorgezeichneten Linien aus. So lassen sie sich danach einteilen, ob die Grundlinie oben (zum Beispiel Devanagari), unten (Kyrillisch), mittig (frühes Griechisch) oder oben und unten (Chinesisch) verläuft.
Hinzu kommt die Unterscheidung nach Zeichen mit variabler (Arabisch) und fester Breite (Chinesisch).

## Sonderschriften
Zu den Sonderschriften zählen unter anderem die Blindenschrift, die Gebärdenschrift, die Notenschrift in der der Musik sowie verschiedene Kurzschriften und Geheimschriften.

## Dokumentationen
- Vom Schreiben und Denken – Die Saga der Schrift (1/3) Der Anfang. Originaltitel: L’odysée de l’écriture – Les origines. TV-Dokumentationsreihe von David Sington, F 2020; deutsche Synchronfassung: Arte 2020 (Auf: youtube.com); mitwirkend: Yasmin El Shazly (Ägyptologin), Lydia Wilson (Historikerin), Brody Neuenschwander (Kalligraph), Irving Finkel (Assyrologe), Günter Dreyer (Ägyptologe), Orly Goldwasser (Ägyptologin), Yongsheng Chen (Philologe), Pierre Tallet (Ägyptologe), Ahmad Al-Jaliad (Philologe) u. a.
- Vom Schreiben und Denken – Die Saga der Schrift (2/3) Imprimatur: Buch und Zivilisation. Originaltitel: L’odysée de l’écriture – L’empreinte des civilisations. TV-Dokumentationsreihe von David Sington, F 2020; deutsche Synchronfassung: Arte 2020 (Auf: youtube.com); mitwirkend: Brody Neuenschwander (Kalligraph), Lee Mapley (Pergamentproduzent), Ludo Vandamme (Historiker), Wang Jianing (Kalligraphin), Sunatulio Mukhitdinov (Historiker), Nick Jardine (Historiker), Joost Depuyat (Kurator), Giles Mandelbrote (Arvivar), Ahmad Al-Jaliad (Philologe) u. a.
- Vom Schreiben und Denken – Die Saga der Schrift (3/3) Eine neue Ära. Originaltitel: L’odysée de l’écriture – Une nouvelle Ère. TV-Dokumentationsreihe von David Sington, F 2020; deutsche Synchronfassung: Arte]2020 (Auf: youtube.com); mitwirkend: Edhem Eldem (Historiker), Dekuan Huang (Paläograph), Cemalnur Sargut (Historikerin), Mahmut Sahin (Kalligraph), Shakhnoza Soatova (Philologin), Yongsheng Chen (Philologe), Thomas Hope (Neurowissenschaftler), Tae Twomey (Neurologin) u. a.